# Seisyllwg
Seisyllwg va ser un dels petits regnes medievals gal·lesos. No se sap en quin moment va sorgir com a unitat separada però, segons les fonts documentals posteriors, consistia en l'antic regne de Ceredigion més la regió anomenada Ystrad Tywi (la vall del riu Tywi quan aquest s'aproxima al canal de Bristol). El territori que abastava aquest regne seria l'equivalent a l'actual comtat de Ceredigion, més part de Carmarthenshire i la península de Gower. Resulta evident que el seu nom deriva del nom del rei Seisyll, que el va governar a finals del segle VII o començaments del VIII, però es desconeix si va ser directament responsable de l'establiment de Seisyllwg com a estat independent. Al segle x, Seisyllwg va ser el centre de poder del rei Hywel Dda, que acabaria sent governant de gairebé tot Gal·les. El 920 Hywel va unir Seisyllwg amb el regne de Dyfed i així es va crear Deheubarth.

## Orígens i evolució

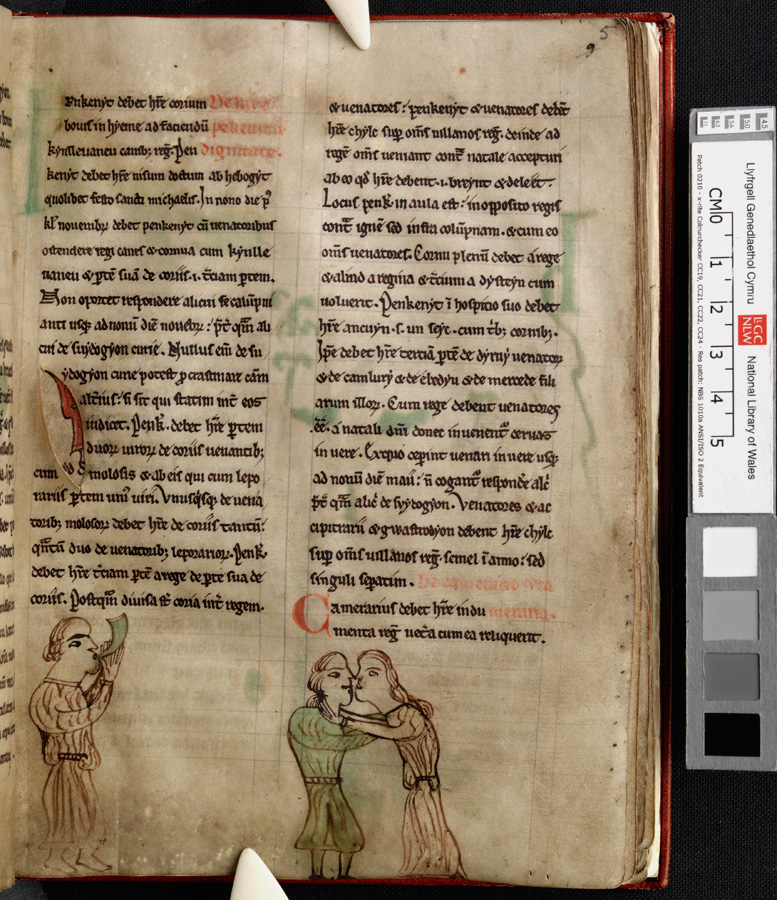
Pàgina del Cyfraith Hywel, llibre de les lleis medievals de Gal·les, en què es defineix el territori de Seisyllwg.

No és clar en quin moment Seisyllwg va sorgir com a unitat diferenciada. Es dona per fet que el seu nom ve de Seisyll ap Clydog, rei de Ceredigion a finals del segle VII o començaments del segle viii, al qual també se'l suposa el fundador. Seisyll apareix esmentat en les genealogies de la col·lecció Harley de reis gal·lesos, en la secció de Ceredigion, però no hi ha cap altra font documental antiga en què s'atribueixi a Seisyll la fundació del reialme. Per altra banda, la paraula Ceredigion va continuar fent-se servir al llarg del segle ix. El terme Seisyllwg surt en algunes fonts antigues posteriors, com en el Llibre de Llandaff, en les Tríades gal·leses i en les lleis medievals de Gal·les. En aquestes darreres es descriu Seisyllwg com una de les tres principals subdivisions administratives del sud de Gal·les, les altres dues eren: Morgannwg i Reinwg (l'antic regne de Dyfed). Però la primera descripció clara d'aquest territori està en La primera branca del Mabinogi, text en què es diu que Seisyllwg inclou els quatre cantrefs de Ceredigion més els tres de Ystrad Tywi, una definició que concorda amb el que se'n diu a les lleis.

## Unió amb Dyfed
L'any 872, Gwgon, el darrer rei de Ceredigion, va morir sense descendents. La seva germana, Angharad, estava casada amb Rhodri el Gran de Gwynedd, que va ser el senescal de Gwgon. Rhodri va instal·lar el seu fill, Cadell, com a rei de Ceredigion, però potser pel fet de donar pas a una nova dinastia, li van dir rei de Seisyllwg. Cadell va governar aquest territori com a vassall del seu pare i més tard, quan el seu germà Anarawd va succeir el pare, també el va servir com a vassall.
Quan Cadell va morir el 911, Seisyllwg es va dividir en els seus dos fills: Howel (després conegut com a Hywel Dda o Howel el Bo) i Clydog. Hywel probablement ja governava el regne veí de Dyfed, ja que no es coneixen successors de Llywarch ap Hyfaidd, rei de Dyfed que va morir l'any 904, i se sap que Hywel estava casat amb la filla de Llywarch, anomenada Elen. Quan el seu germà Clydog va morir el 920, Hywel va prendre el control d'aquell territori, de manera que va tenir sota el seu govern tot Seissylwg. Però Hwyel va continuar expandint el territori i, amb la unió amb Deheubarth, va esdevenir governant de gairebé tot el sud de Gal·les.